# Христо Стоянов (кмет на Русе)
Вижте пояснителната страница за други личности с името Христо Стоянов.
Христо Стоянов е български политик, бивш кмет на Русе.

## Биография
Завършва философска пропедевтика в Софийския университет и е учител в Русенската мъжка гимназия от 1912 г. По-късно е окръжен училищен инспектор и преподавател във Висшия педагогически курс (Учителски институт) в Русе. На общинските избори на 11 февруари 1923 г. е избран за общински съветник в групата на Конституционния блок и след оставката на Александър Хаджипетров става кмет на Русе.

## Кметски мандат
Управлява града в сложна и напрегната обстановка след въоръжените сблъсъци в юнското и септемврийското въстание от 1923 г.
Обявява „нова политика“ в общината. Основното в нея е икономии, свиване на бюджета, ограничаване на разходите и търсене на нови приходи. Закриват се някои служби или се намалява броят на заетите в тях работници и служители. Ограничават се разходите за благоустрояване и специално за водоснабдяване. Посягат се на средствата на училищното настоятелство, ликвидирана е духовата музика на общината.
След проведените на 18 ноември 1923 г. парламентарни избори Сговорът укрепва своята власт. Общинския съвет е разтурен и градът се управлява от тричленка, начело със Стоянов. Нейната задача е да подготви нови общински избори. Те са проведени на 9 ноември 1924 г. и на тях Сговорът печели мнозинство, което осигурява нов мандат на кмета. След отминаване на терористичната вълна и стабилизацията на икономиката на страната се създават благоприятни условия за решаване на проблемите на града.
Първият от тях е прехраната. Проблемът се състои в това, че държавата се дистанцира от регулирането на цените и доставките и търговците на зърно, мелничари и хлебопекари оставят град без хляб. Кметът се успява да нормализира това чрез общинския магазин и гарнизонната фурна, макар и за сметка на качеството и цената.
Вторият голям проблем е водоснабдяването на града. Кметът си поставя амбициозната задача да го реши генерално. Обявен е търг за водоснабдяването на града от о-в Матей. Сключен е договор с австрийска фирма. Тя обаче за 3 години изхарчва 10 млн. лева и не успява да намери вода. Към кмета започват да се отправят обвинения за взети комисиони и това става повод за оттеглянето му от кметския пост. За общината остава изплащането на големия кредит, използван за тази цел.
От 1927 до 1931 г. Христо Стоянов е народен представител и редактор на вестник „Демократически сговор“.